# Leadership et gouvernance pour le développement
Le Leadership et Gouvernance pour le Développement (LGD) est un parti politique en république démocratique du Congo. Il est fondé le 3 mai 2022 par Matata Ponyo Mapon.

## Histoire
Le Leadership et Gouvernance pour le Développement (LGD) est un parti politique de la République Démocratique du Congo, fondé par l’ancien Premier ministre Augustin Matata Ponyo Mapon. Le LGD rassemble des Congolais attachés aux valeurs universelles des droits humains et à la Constitution de la RDC, aspirant à l’émergence d’une nouvelle élite respectueuse des principes de l’Union Africaine. Le parti prône une gouvernance de qualité et un leadership transformationnel pour impulser le progrès du pays et affirmer son rôle international.
En mai 2022, lors d’un congrès organisé à Kinshasa, le LGD a désigné Augustin Matata Ponyo Mapon comme son candidat à l’élection présidentielle prévue en 2023.

## Vision Politique

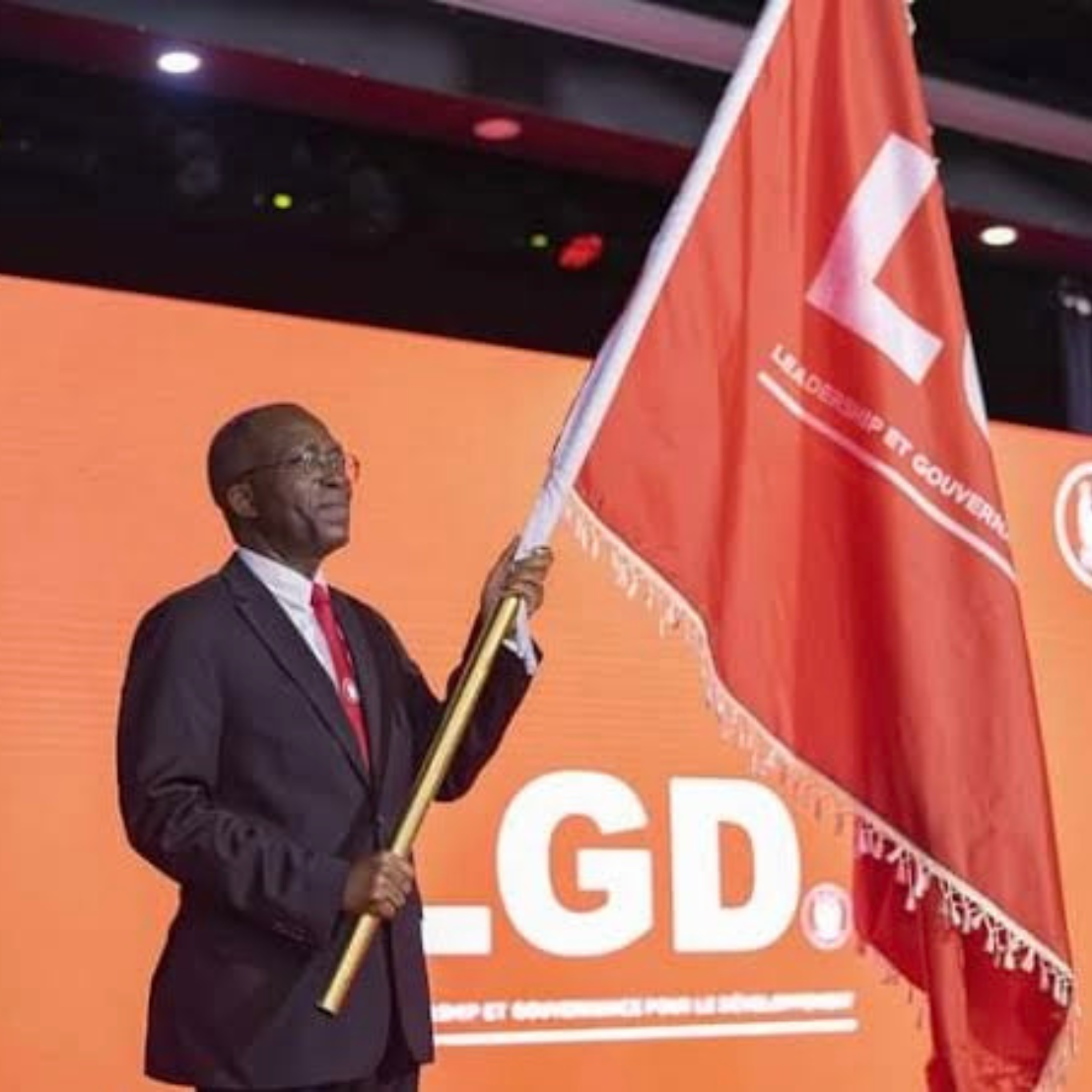
Matata Ponyo LGD présentation

De faire de la RDC une nation de référence en Afrique et dans le monde, grâce à un leadership de qualité, au travail, à l’excellence et à la bonne gouvernance.

## Participation aux élections
À l’issue des élections législatives, le LGD a obtenu un siège à l’Assemblée nationale, avec l’élection de son président, Augustin Matata Ponyo Mapon, comme député de la ville de Kindu, dans la province du Maniema. Cette représentation parlementaire, bien que modeste, permet au LGD de participer aux débats législatifs et de contribuer aux processus décisionnels nationaux.
En juin 2024, lors d’un conclave à Kinshasa, Augustin Matata Ponyo Mapon a proposé le remplacement de la Commission Électorale Nationale Indépendante (CENI) par une structure internationale, estimant qu’une telle réforme serait nécessaire pour garantir des élections véritablement transparentes et équitables en RDC.

## Jeunesse de LGD
La Ligue des Jeunes du Leadership et Gouvernance pour le Développement est l’organisation dédiée à la mobilisation et à l’encadrement de la jeunesse au sein du parti. Elle vise à promouvoir les valeurs de leadership et de bonne gouvernance auprès des jeunes de la République Démocratique du Congo.

## Membres notoires du parti
- Franklin Tshiamala Manyiku[7]